# Łukasz Kulik (hokeista)
Łukasz Kulik (ur. 11 stycznia 1986) – polski hokeista.

## Kariera
- SMS I Sosnowiec (2002-2005)
- Naprzód Janów (2005-2010)
- Zagłębie Sosnowiec (2010-2011)
- Cracovia (2011-2012)
- Zagłębie Sosnowiec (2012-2013)
- HC GKS Katowice (2013)[1]
- Naprzód Janów (2013-2015)
- Polonia Bytom (2015-2016)
- Zagłębie Sosnowiec (2016-2017)
- Naprzód Janów (2017)
- Zagłębie Sosnowiec (2017-2018)
- KS Sigma Katowice (2019-)

Absolwent NLO SMS PZHL Sosnowiec z 2005. Wychowanek Naprzodu Janów i do 2015 zawodnik tego klubu. Od 2015 zawodnik Polonii Bytom. Od 2017 ponownie zawodnik Naprzodu Janów Od początku listopada 2017 ponownie w Zagłębiu.

## Sukcesy
Klubowe
- Srebrny medal mistrzostw Polski: 2012 z Cracovią
- Mistrzostwo I ligi: 2014 z Naprzodem Janów